# Grigiškės
Grigiškės is een stad in Litouwen. De stad ligt in het district Vilnius,  aan de rivier de Neris, 17 kilometer van de hoofdstad Vilnius. De belangrijkste werkgever van de stad is de papierfabriek AB Grigiškės. In 1958 kreeg Grigiškės stadsrechten.

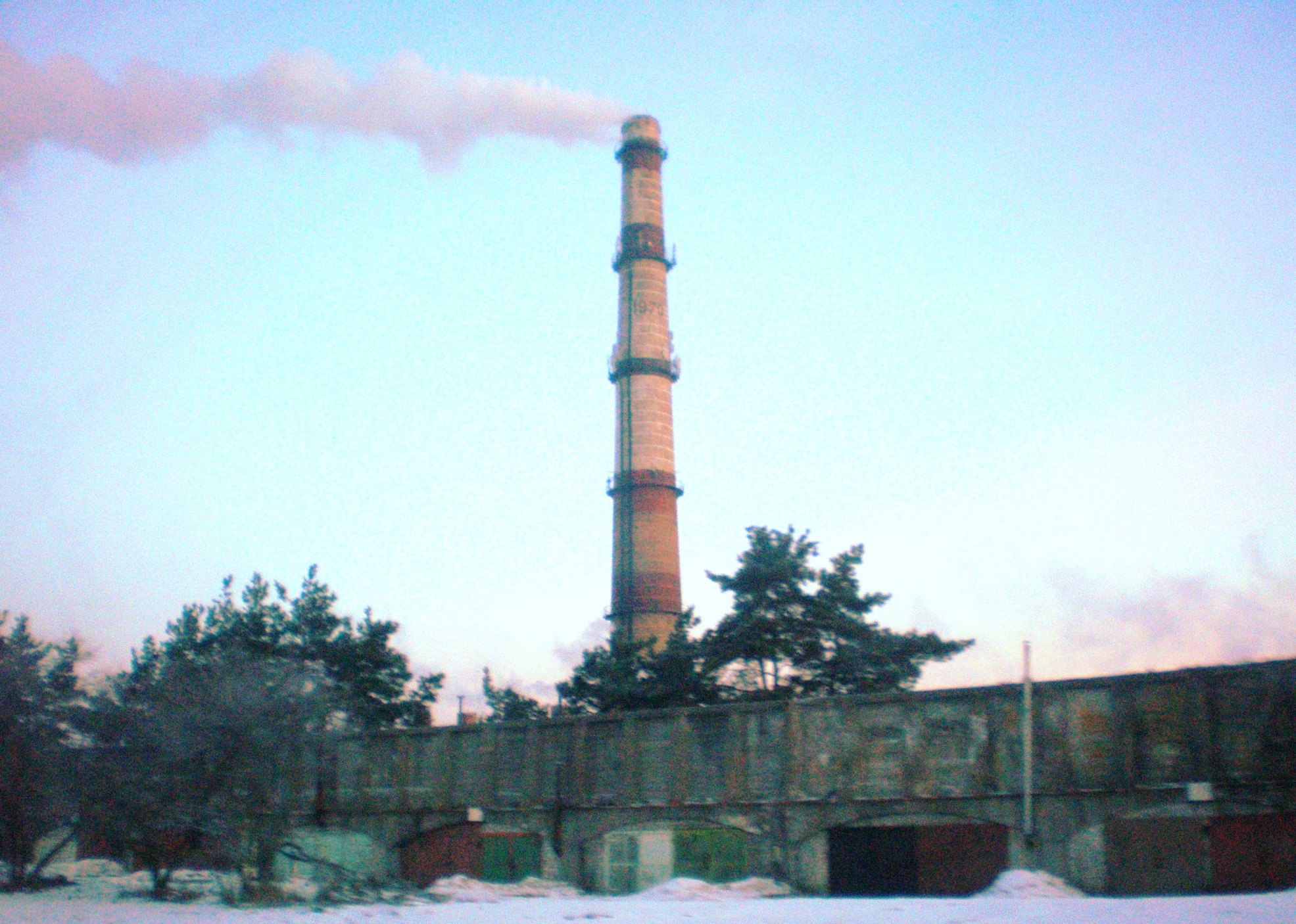
Papierfabriek AB Grigiškės